# Reino Unido en los Juegos Olímpicos de Amberes 1920
El Reino Unido estuvo representado en los Juegos Olímpicos de Amberes 1920 por un total de 235 deportistas que compitieron en 21 deportes.  
El portador de la bandera en la ceremonia de apertura fue el atleta Philip Noel-Baker.

## Medallistas
El equipo olímpico británico obtuvo las siguientes medallas:
| Nombre | Deporte             | Competición               |
| --- | ------------------- | ------------------------- |
| Oro |                     |                           |
| Albert Hill | Atletismo           | 800 m M                   |
| Albert Hill | Atletismo           | 1500 m M                  |
| Percy Hodge | Atletismo           | 3000 m obstáculos M       |
| Cecil Griffiths Robert Lindsay John Ainsworth-Davies Guy Butler                                                                     | Atletismo           | 4 × 400 m M               |
| Harry Mallin | Boxeo               | Medio (72,6 kg) M         |
| Ronald Rawson | Boxeo               | Pesado (+79,4 kg) M       |
| Thomas Lance Harry Ryan | Ciclismo en pista   | Tándem M                  |
| Equipo | Hockey sobre hierba | Torneo M                  |
| Equipo | Polo                | Torneo M                  |
| Oswald Turnbull Max Woosnam | Tenis               | Dobles M                  |
| Kathleen McKane Godfree Winifred McNair                                                                                             | Tenis               | Dobles F                  |
| George Canning Frederick Humphreys Frederick Holmes Edwin Mills John Sewell John James Shepherd Harry Stiff Ernest Thorn            | Tira y afloja       | Equipo M                  |
| Thomas Hedberg Francis Richards | Vela                | 18 ft M                   |
| Robert Coleman William Maddison Cyril Wright Dorothy Wright                                                                         | Vela                | 7 Metre M                 |
| Equipo | Waterpolo           | Torneo M                  |
| Plata |                     |                           |
| Guy Butler | Atletismo           | 400 m M                   |
| Philip Noel-Baker | Atletismo           | 1500 m M                  |
| Joe Blewitt Albert Hill Duncan McPhee William Seagrove                                                                              | Atletismo           | 3000 m por eqs. M         |
| Frank Hegarty Alfred Nichols James Wilson                                                                                           | Atletismo           | Campo a través por eqs. M |
| Alexander Ireland | Boxeo               | Wélter (66,7 kg) M        |
| Horace Johnson | Ciclismo en pista   | Velocidad ind. M          |
| Cyril Alden | Ciclismo en pista   | 50 km M                   |
| Albert White Cyril Alden Horace Johnson William Stewart                                                                             | Ciclismo en pista   | Persecución por eqs. M    |
| Hilda James Constance Jeans Grace McKenzie Charlotte Radcliffe                                                                      | Natación            | 4 × 100 m libre F         |
| Jack Beresford | Remo                | Scull ind. (M1x) M        |
| Ewart Horsfall Guy Oliver Nickalls Richard Lucas Walter James John Campbell Sebastian Earl Ralph Shove Sidney Swann Robin Johnstone | Remo                | Ocho con timonel (M8+) M  |
| Beatrice Armstrong | Saltos              | Plataforma 10 m F         |
| Dorothy Holman | Tenis               | Individual F              |
| Geraldine Beamish Dorothy Holman | Tenis               | Dobles F                  |
| Kathleen McKane Godfree Maxwell Woosnam                                                                                             | Tenis               | Dobles mixto              |
| Bronce |                     |                           |
| Harry Edward | Atletismo           | 100 m M                   |
| Harry Edward | Atletismo           | 200 m M                   |
| James Wilson | Atletismo           | 10 000 m M                |
| Charles Gunn | Atletismo           | 10 km marcha M            |
| William Cuthbertson | Boxeo               | Mosca (50,8 kg) M         |
| George McKenzie | Boxeo               | Pluma (53,5 kg) M         |
| Harold Franks | Boxeo               | Semipesado (79,4 kg) M    |
| Harry Ryan | Ciclismo en pista   | Velocidad ind. M          |
| Philip Bernard | Lucha libre         | 60 kg M                   |
| Peter Wright | Lucha libre         | 67,5 kg M                 |
| Harold Annison Edward Peter Leslie Savage Henry Taylor                                                                              | Natación            | 4 × 200 m libre M         |
| Phyllis Johnson Basil Williams | Patinaje artístico  | Parejas                   |
| Kathleen McKane Godfree | Tenis               | Individual F              |